# Mas Carme Amaya
El Mas Carme Amaya és una obra de Begur (Baix Empordà) inclosa a l'Inventari del Patrimoni Arquitectònic de Catalunya.

## Descripció
El mas i la torre Carmen Amaya, coneguts també per Can Pinc, són situats als afores de Begur, cap al NE
Es tracta d'una masia amb teulada a dues vessants i el carener perpendicular a la façana. Tot el voltant té diversos cossos adossats
A la part posterior, s'alça una torre de planta circular amb merlets esglaonats, feta de pedra i morter. És una de les cinc torres que encara es conserven a Begur, del conjunt de torres de guaita construïdes els segles xvi i xvii, per protegir-se de la pirateria. Possiblement, la masia fou refeta poc temps després
Les altres torres de Begur són dins del nucli urbà de Begur.